# Piece of Your Heart
Piece of Your Heart è un singolo del gruppo musicale italiano Meduza e del duo musicale britannico Goodboys, pubblicato il 1º febbraio 2019 come primo estratto dal primo EP dei Meduza Introducing Meduza.
È stato candidato ai Grammy Awards 2020 come miglior registrazione dance.

## Video musicale
Il video musicale, girato a Kiev, è stato reso disponibile il 9 aprile 2019 attraverso il canale YouTube dei Meduza.

## Tracce
Testi e musiche di Conor Blake, Joshua Grimmett, Luca de Gregorio, Mattia Vitale, Nathan Cross e Simone Giani.
Download digitale
1. Piece of Your Heart – 2:32

Download digitale – Remixes
1. Piece of Your Heart (con James Hype) (James Hype Remix) – 3:50
2. Piece of Your Heart (con WEISS) (WEISS Remix) – 3:22
3. Piece of Your Heart (con CYA) (CYA Remix) – 4:25
4. Piece of Your Heart (con i Stickmen) (The Stickmen Remix) – 3:14

Download digitale – Alok Remix
1. Piece of Your Heart (con Alok) (Alok Remix) – 2:46

Download digitale – Remixes, Pt. 2
1. Piece of Your Heart (Joris Voorn Remix) – 3:33
2. Piece of Your Heart (Lee Foss Remix) – 4:08
3. Piece of Your Heart (Chloe Wilson Remix) – 6:29
4. Piece of Your Heart (Colour Castle Remix) – 5:26
5. Piece of Your Heart (Kormak Remix) – 5:48
6. Piece of Your Heart (Marcus Santoro Remix) – 4:54

## Formazione
- Luca de Gregorio – batteria, tastiere, produzione, mastering
- Mattia Vitale – batteria, tastiere, produzione, mastering
- Simone Giani – batteria, tastiere, produzione, mastering
- Joshua Grimmett – voce

## Successo commerciale
Piece of Your Heart ha raggiunto la vetta della Dance Club Songs nella pubblicazione del 25 maggio 2019.
In Italia è stato il 7º singolo più trasmesso dalle radio nel 2019.

## Classifiche

### Classifiche settimanali
| Classifica (2019-23) | Posizione massima |
| -------------------- | ----------------- |
| Australia            | 7                 |
| Austria              | 9                 |
| Belgio (Fiandre)     | 2                 |
| Belgio (Vallonia)    | 4                 |
| Bulgaria             | 1                 |
| Canada               | 39                |
| Croazia              | 3                 |
| Danimarca            | 4                 |
| Estonia              | 4                 |
| Finlandia            | 18                |
| Francia              | 22                |
| Germania             | 4                 |
| Grecia               | 12                |
| Irlanda              | 3                 |
| Islanda              | 8                 |
| Italia               | 10                |
| Kazakistan           | 168               |
| Lettonia             | 4                 |
| Lituania             | 5                 |
| Lussemburgo          | 5                 |
| Moldavia             | 158               |
| Norvegia             | 22                |
| Nuova Zelanda        | 27                |
| Paesi Bassi          | 6                 |
| Polonia              | 9                 |
| Portogallo           | 7                 |
| Regno Unito          | 2                 |
| Repubblica Ceca      | 3                 |
| Romania              | 12                |
| Russia               | 1                 |
| Slovacchia           | 4                 |
| Slovenia             | 6                 |
| Svezia               | 20                |
| Svizzera             | 6                 |
| Ucraina              | 12                |
| Ungheria             | 10                |

### Classifiche di fine anno
| Classifica (2019) | Posizione |
| ----------------- | --------- |
| Australia         | 16        |
| Belgio (Fiandre)  | 7         |
| Belgio (Vallonia) | 16        |
| Canada            | 97        |
| Danimarca         | 15        |
| Francia           | 72        |
| Germania          | 13        |
| Irlanda           | 11        |
| Islanda           | 30        |
| Italia            | 25        |
| Lettonia          | 15        |
| Paesi Bassi       | 16        |
| Polonia           | 51        |
| Portogallo        | 30        |
| Regno Unito       | 11        |
| Russia            | 3         |
| Slovacchia        | 7         |
| Slovenia          | 24        |
| Svezia            | 70        |
| Svizzera          | 20        |
| Ucraina           | 65        |
| Ungheria          | 22        |
| Classifica (2020) | Posizione |
| Australia         | 95        |
| Portogallo        | 61        |
| Romania           | 56        |
| Russia            | 107       |
| Svizzera          | 89        |
| Ungheria          | 99        |
| Classifica (2021) | Posizione |
| Brasile           | 138       |
| Portogallo        | 136       |